# Jan Trejbal
Jan Trejbal (* 3. prosince 1982 Praha) je český urbanista, pedagog a výtvarník, který se dlouhodobě věnuje transdisciplinárním přístupům na pomezí urbanismu, umění ve veřejném prostoru a přírodních věd. Podílel se na zachování nového pražského ostrova ve Vltavě u Tróje a je autorem několika rozhlasových a televizních pořadů a monografií – například o meteorologických sloupech. Je také autorem včelích božích muk umístěných na hradišti Budeč. Od roku 2022 se věnuje tématu přechodného využití nevyužitých objektů a veřejných prostranství. Celkem 12 let působil jako vysokoškolský pedagog, například na UMPRUM Praha jako lektor předmětu Dynamický urbanismus  – Přechodné tendence v architektuře a urbanismu.

## Život a tvorba

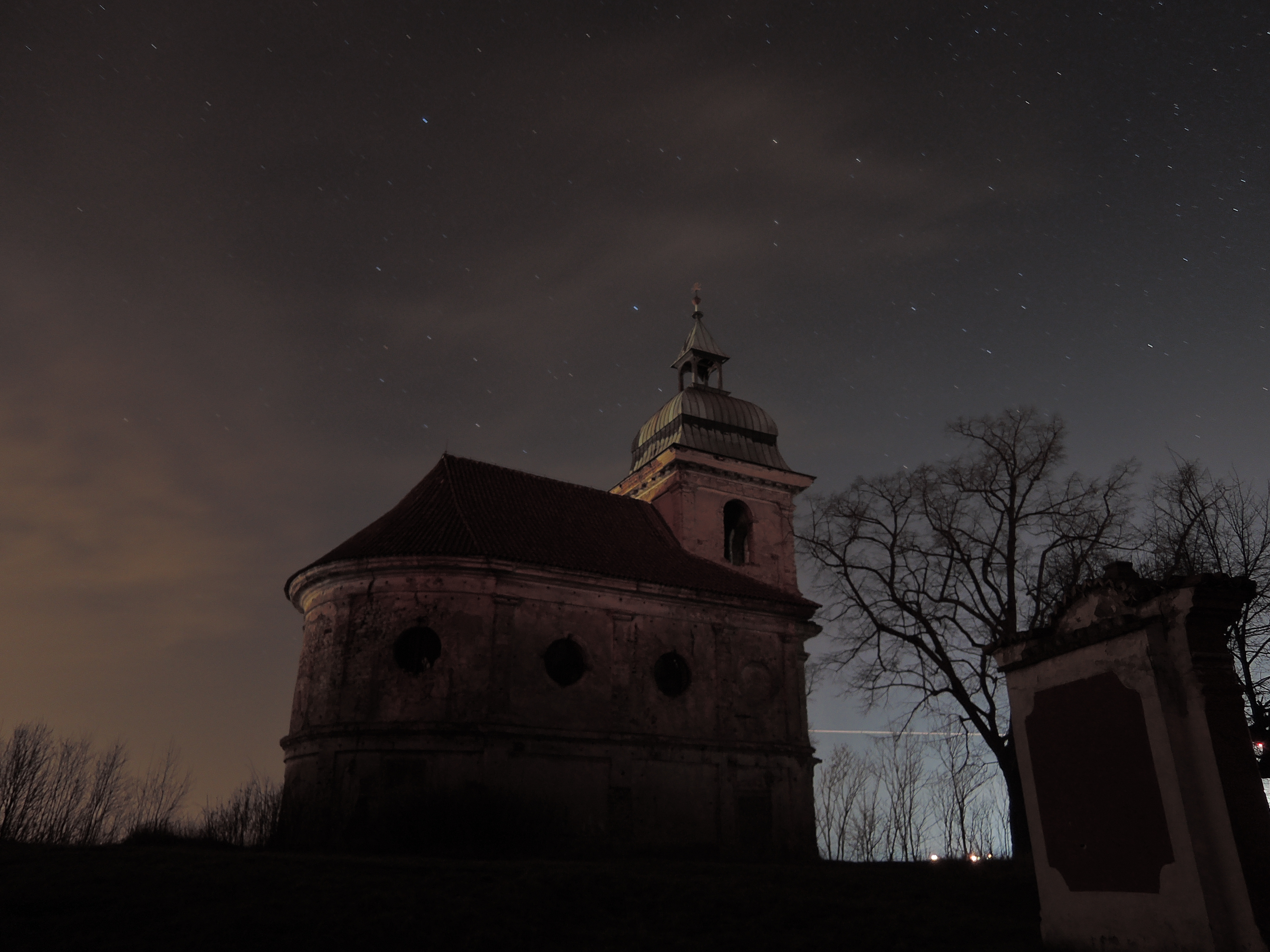
Jan Trejbal pořádal mezioborové setkání v roce 2011 podporující kostel sv. Ducha v Liběchově

V letech 2004 až 2007 studoval na Fakultě architektury ČVUT v Praze a v letech 2006 až 2012 navštěvoval Akademii výtvarných umění, kde studoval u Miloše Šejna, Emila Příkryla a Jiřího Příhody. V roce 2021 dokončil doktorské studium na téma Transdisciplinárních průzkumů území u Jana Šépky na pražské UMPRUM.
Roku 2011 založil první transdisciplinární platformu zaměřující se na kultivaci veřejného prostoru v České republice nazvanou „Neolokator.cz“. V témže roce získal i ocenění „Young architecture award“ od České komory architektů (ČKA) (společně s Idou a Jakubem Chuchlíkovými) za metodu GPS skicování. Mezi lety 2012 až 2021 působil jako lektor autorských předmětů na několika vysokých školách.
Dále pak čtyři roky od 2016 pracoval v Českém rozhlase – Vltava jako autor pořadu Reflexe kulturní krajiny a jako autor cyklu Neexistující místa na Českém rozhlase – Plus. Od roku 2020 do roku 2023 spolupracoval s GHMP Praha, kde v rámci programu Umění pro město vedl tým projektu Circulum, z kterého vznikl osmidílný seriál o Umění na periferii.
V roce 2022 založil první laboratoř veřejného prostoru u nás s názvem PublicSpaceLab, která se věnuje problematice přechodného využití opuštěných objektů a nevyužitých veřejných prostranství. Mezinárodní tým odborníků vedený Trejbalem inovativně propojuje akademický sektor s praxí v oblasti 3T metod a subjektů (Tranzitorně, Temporárně, Takticky) a vydává na toto téma odborné periodikum s názvem Situace (společně se šéfredaktorkou Zuzanou Stejskalovou a odbornou redakcí).
Na přelomu let 2023 a 2024 absolvoval post-doc program na UMPRUM jako vědecký pracovník na Katedře architektury. V této době byl také kurátorem a autorem konceptu Laboratoře veřejného prostoru v Galerii Jaroslava Fragnera v Praze.

## Publikační činnost
- TREJBAL, Jan et al. ERA21 #141- Tranzitorně! Temporálně! Takticky! 03/2024. Era média s.r.o.. ISSN 1801-089X.[9]
- TREJBAL, Jan. STEJSKALOVÁ, Zuzana. Revue Situace #1. ISBN 978-80-11-03268-5[10]
- TREJBAL, Jan et al. Pohyb tvůrce – průzkumy území jako forma uměleckého výzkumu. 1. vydání. Praha: UMPRUM, 2021. 528 stran. ISBN 978-80-88308-45-4.[25][26][27]
- TREJBAL, Jan a TYDLITÁT, René. Povětrnostní sloupy: průvodce po objektech drobné architektury s meteorologickými přístroji. 1. vydání. Praha: ČHMU, 2019. 274 stran. ISBN 978-80-87577-97-4.[28]
- KOLEKTIV AUTORŮ. Venkov a územní plánování. 1. vydání. Praha: ČVUT, 2016. 112 stran. ISBN 978-80-01-05908-1.
- TREJBAL, Jan. PŘIKRYL, Marek a ČERMÁK, Aleš. Resuscitace místa – kaple Liběchov. 1. vydání. Praha: Ausdruck books, 2012. 36 stran. ISBN 978-80-87108-32-1.[29]

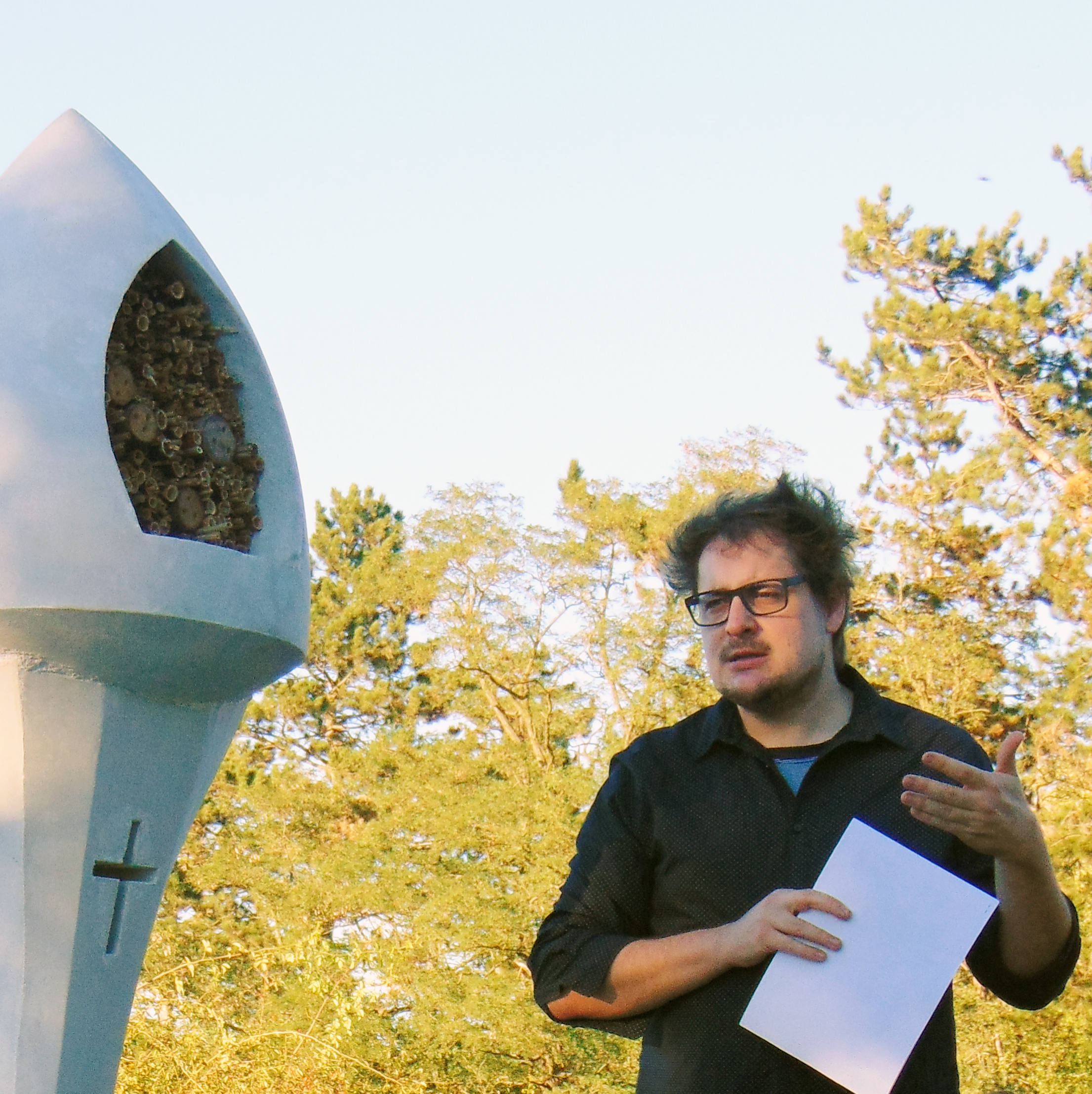
Jan Trejbal u Včelích božích muk na Budči

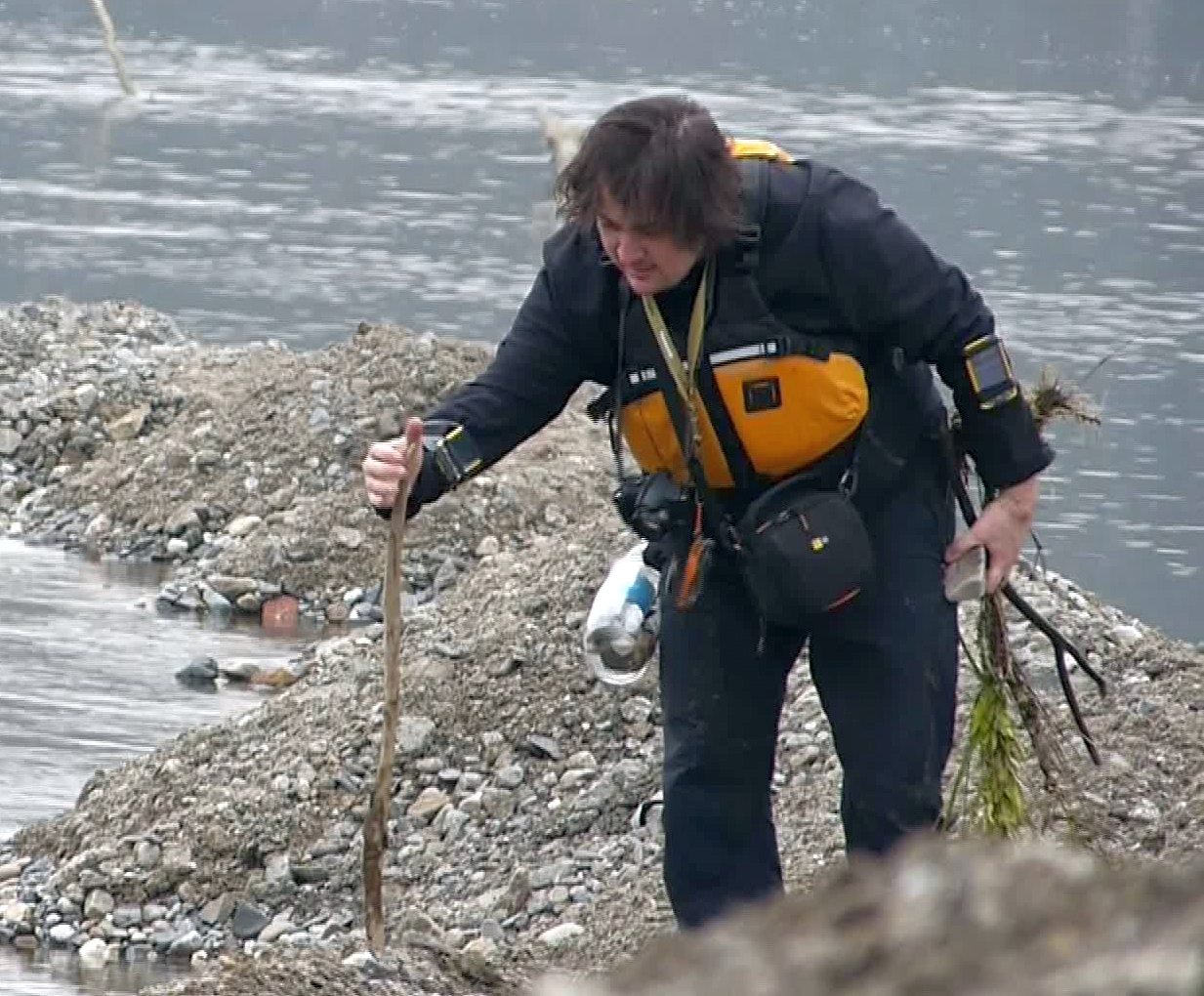
Jan Trejbal při lokaci nového pražského ostrova v roce 2014